# Welbhausen
Welbhausen (fränkisch: Wällhaosa) ist ein Gemeindeteil der Stadt Uffenheim im Landkreis Neustadt an der Aisch-Bad Windsheim (Mittelfranken, Bayern). Die Gemarkung Welbhausen hat eine Fläche von 11,298 km². Sie ist in 961 Flurstücke aufgeteilt, die eine durchschnittliche Fläche von 11756,02 m² haben.

## Lage
Das Kirchdorf Welbhausen liegt am Zusammenfluss von linkem Gießgraben und rechter Birkach (?) zum Hainbach, der in der Stadt selbst von links in die Gollach mündet. Die Staatsstraße 2419 führt nach Uffenheim zur Bundesstraße 13 (2,5 km nordöstlich) bzw. zur Anschlussstelle 106 der Bundesautobahn 7 (2,1 km südwestlich). Die Kreisstraße NEA 49 führt nach Wallmersbach (2,8 km westlich).

## Geschichte

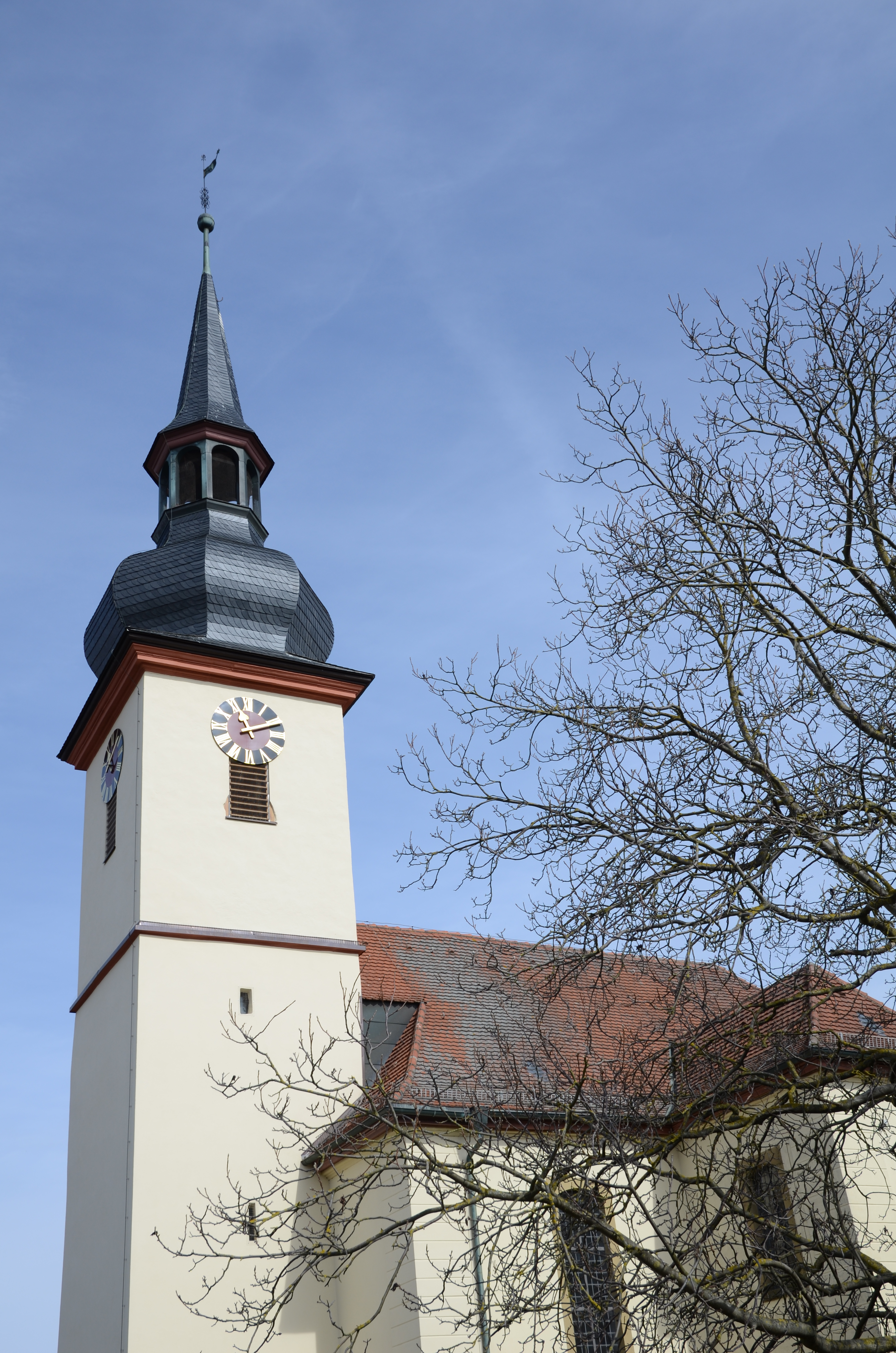
Kirche St. Martin

Der Ort wurde in einer Tauschurkunde Heinrichs II. vom 5. Februar 1015 als „Wanlebehusun“ erstmals namentlich erwähnt. Das Bestimmungswort des Ortsnamens ist Wanlīb, der Personenname des Siedlungsgründers.
Kaiser Heinrich II. tauschte damals die beiden Dörfer Rodheim und Welbhausen mit ihren großen Fronhöfen vom nordhessischen Kloster Hersfeld ein und verwendete sie kurze Zeit später zur Ausstattung des neu gegründeten Klosters Michelsberg in Bamberg. Wie Rodheim war Welbhausen also ein michelsbergisches Klosterdorf, in dem das Kloster über alle bäuerlichen Anwesen, den – später zweigeteilten – Fronhof, den Zehnten und das Kirchenpatronat verfügte. Die weltliche Herrschaft über das Dorf übten zuerst vom Kloster bestellte adelige Vögte aus, ab dem 15. Jahrhundert wurden die Markgrafen von Ansbach vom Kloster mit der Dorf- und Gemeindeherrschaft belehnt. Die Hochgerichtsbarkeit stand ohnehin dem markgräflichen Amt Uffenheim zu. Unter den Markgrafen wurde der Ort bereits um 1530 evangelisch. 
Gegen Ende des 18. Jahrhunderts gab es in Welbhausen 78 Anwesen. Das Hochgericht übte das ansbachische Oberamt Uffenheim aus. Das Kasten- und Stadtvogteiamt Uffenheim war Grundherr sämtlicher Anwesen. Von 1797 bis 1808 unterstand Welbhausen dem preußischen Justiz- und Kammeramt Uffenheim.
Im Jahre 1806 kam der Ort an das Königreich Bayern. Mit dem Gemeindeedikt (frühes 19. Jahrhundert) wurde der Steuerdistrikt Welbhausen gebildet, zu der Dorfmühle gehörte. Wenig später entstand die Ruralgemeinde Welbhausen, die deckungsgleich mit dem Steuerdistrikt war. Sie war in Verwaltung und Gerichtsbarkeit dem Landgericht Uffenheim zugeordnet und in der Finanzverwaltung dem Rentamt Uffenheim (1919 in Finanzamt Uffenheim umbenannt). Ab 1862 war das Bezirksamt Uffenheim für die Verwaltung der Gemeinde zuständig (1939 in Landkreis Uffenheim umbenannt). Die Gerichtsbarkeit blieb beim Landgericht Uffenheim (1879 in Amtsgericht Uffenheim umbenannt), seit 1973 ist das Amtsgericht Neustadt an der Aisch zuständig. Die Gemeinde hatte 1964 eine Gebietsfläche von 11,297 km². Am 1. Januar 1972 wurde diese im Zuge der Gebietsreform in Bayern nach Uffenheim eingegliedert.

### Baudenkmäler
In Welbhausen gibt es 15 Baudenkmäler, darunter die ehemalige zweite Synagoge und die evangelisch-lutherische Kirche mit Wehrkirchenanlage und Friedhof.

### Bodendenkmäler
In der Gemarkung Welbhausen gibt es 19 Bodendenkmäler.

### Einwohnerentwicklung
| Jahr      | 1818   | 1840   | 1852   | 1855   | 1861   | 1867   | 1871   | 1875   | 1880   | 1885   | 1890   | 1895   | 1900   | 1905   | 1910   | 1919   | 1925   | 1933   | 1939   | 1946   | 1950   | 1952   | 1961   | 1970   | 1987   | 2005 | 2014  |
| Einwohner | 559    | 623    | 565    | 578    | 580    | 560    | 567    | 505    | 516    | 493    | 480    | 495    | 459    | 430    | 434    | 422    | 450    | 461    | 438    | 715    | 702    | 640    | 442    | 395    | 324    | 388  | 381   |
| Häuser    | 111    | 79     |        |        |        |        | 103    |        |        | 102    | 102    |        | 107    |        |        |        | 99     |        |        |        | 101    |        | 103    |        | 93     |      |       |
| Quelle    | [ 12 ] | [ 19 ] | [ 20 ] | [ 20 ] | [ 21 ] | [ 22 ] | [ 23 ] | [ 24 ] | [ 25 ] | [ 26 ] | [ 27 ] | [ 20 ] | [ 28 ] | [ 20 ] | [ 29 ] | [ 20 ] | [ 30 ] | [ 20 ] | [ 20 ] | [ 20 ] | [ 31 ] | [ 20 ] | [ 14 ] | [ 32 ] | [ 33 ] |      | [ 2 ] |

## Religion
In Welbhausen lebten schon um 1530 Juden. Im Jahr 1808 gab es in Welbhausen 36 jüdische Familien mit 181 Personen, was einem Drittel der Dorfbevölkerung entsprochen haben dürfte. Welbhausen war seit 1838 der Sitz eines Distriktsrabbinats. Zu diesem Bezirk zählten 13 jüdische Gemeinden in der näheren und weiteren Umgebung, zu denen etwa die großen Landjudengemeinden in Hüttenheim, Sugenheim und Ermetzhofen gehörten. In der zweiten Hälfte des 19. Jahrhunderts zogen viele Juden nach Uffenheim oder wanderten in die großen Städte bzw. ins Ausland ab. Am 22. August 1875 verließ der wahrscheinlich letzte Jude, der Lehrer Königshofer, Welbhausen, nachdem die Schule nach Uffenheim verlegt worden war. Am 2. Juni 1878 starb der letzte Rabbiner Haas in Uffenheim, kurze Zeit später wurde das Rabbinat Welbhausen aufgelöst.
Salomon Forchheimer kaufte die Synagoge und schenkte sie Welbhausen, das sie in ein Armenhaus umwandelte.
Welbhausen ist Sitz einer Pfarrei und seit der Reformation überwiegend evangelisch.